# Teoría del pico de Hubbert

Curva de producción del petróleo, como sugirió originalmente M. King Hubbert en 1956; preveía un pico de unos 12,5 x10^{9} bbl/año en torno al año 2000. La producción mundial en 2016 ascendió a 29,4x10^{9} bbl/año, más del doble, y continúa aumentando.

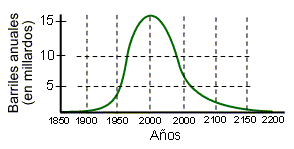
Pico global de producción según Hubbert. Según ASPO se habría producido un retraso de unos 10 años con respecto a las previsiones iniciales de Hubbert, cosa que tampoco ha sucedido.

La teoría del pico de Hubbert, también conocida como cenit del petróleo, petróleo pico o agotamiento del petróleo, es una influyente teoría acerca de la tasa de agotamiento a largo plazo del petróleo, así como de otros combustibles fósiles. Predice que la producción mundial de petróleo llegará a su cenit y después declinará tan rápido como creció, resaltando el hecho de que el factor limitador de la extracción de petróleo es la energía requerida y no su coste económico.
Aun siendo controvertida, esta teoría es ampliamente aceptada entre la comunidad científica y la industria petrolera. El debate no se centra en si existirá un pico del petróleo sino en cuándo ocurrirá, ya que es evidente que el petróleo, es un recurso finito y no renovable en escalas cortas de tiempo, por lo que en un momento u otro se llegará al límite de extracción. Esto depende de los posibles descubrimientos de nuevas reservas, el aumento de eficiencia de los yacimientos actuales, extracción profunda o la explotación de nuevas formas de petróleo no convencionales.
El año exacto del pico todavía no ha sido establecido con precisión, si bien la Agencia Internacional de la Energía (AIE) hizo público en noviembre de 2010, que la producción de petróleo crudo llegó a su pico máximo en 2006. Basándose en los datos actuales de producción, la Asociación para el Estudio del Pico del Petróleo y el Gas (ASPO en inglés), considera que el pico del petróleo habría ocurrido en 2010, mientras que el del gas natural ocurriría algunos años más tarde.  En 2018, la producción mundial de petróleo alcanzó un nuevo pico.
Este hecho implicaría importantes consecuencias para los países desarrollados, que dependen en gran medida de petróleo barato y abundante, especialmente para el transporte, la agricultura, la industria química y la calefacción doméstica. La teoría debe su nombre al geofísico M. King Hubbert, quien predijo correctamente el pico de la producción estadounidense con quince años de antelación.
Gran parte de la industria petrolera y de los automóviles afirma que la teoría de Hubbert es falsa o, como mínimo, la omiten y ocultan. Algunos críticos economistas afirman que la escasez motivará la búsqueda de nuevos descubrimientos y que las reservas se incrementarán por encima de lo predicho por Hubbert. Pero incluso en la versión más optimista la limitación de los recursos petroleros pone una fecha límite a la extracción barata de ese recurso. Nadie parece negar la existencia de un techo de producción pero pocos son los gobiernos y empresas que hasta ahora lo han mencionado abiertamente. De entre estos cabe citar a la multinacional estadounidense ChevronTexaco quienes han lanzado, recientemente, la campaña publicitaria para concienciar al público estadounidense de la necesidad de actuar ante el inminente agotamiento del petróleo. También recientemente la multinacional española Repsol-YPF ha hablado ya públicamente en una conferencia de la cuestión haciendo uso de los mismos gráficos del ASPO.
La llegada de ese pico de extracción hace pensar en un sombrío futuro en el que la humanidad tendrá que sobrevivir sin la principal fuente de energía que la ha hecho crecer y prosperar durante todo el siglo XX.

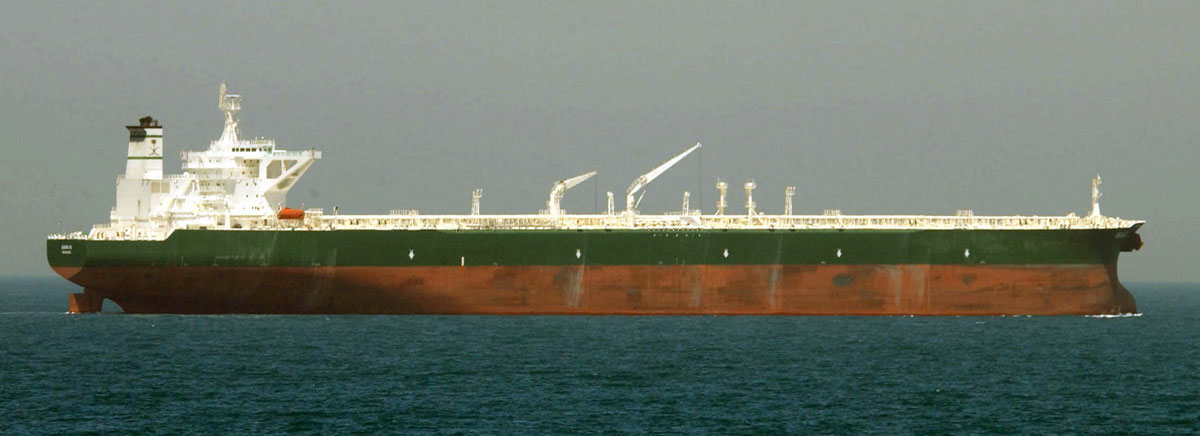
Superpetrolero AbQaid

Un creciente número de expertos creen que el pico de producción, de hecho, ya ha llegado. Después del huracán Katrina, Arabia Saudita admitió que no puede incrementar su producción para atenuar la crisis por las pérdidas en la producción y el refino sufridas en la zona del Golfo de México. Muchos piensan que estamos ante el inicio de la crisis definitiva del petróleo. Definitiva porque será la última y la que obligará a efectuar los mayores ajustes y recortes en su consumo como nunca antes se ha hecho.
Pero la crisis no se limita solo al petróleo. El gas natural también está en las últimas en muchos lugares y su pico de producción no sucederá mucho después que el del petróleo. A pesar de todo, cabe esperar que a falta de esos recursos se inicie la explotación de los depósitos de metano en vetas de carbón.
Las predicciones originales de Hubbert sobre el pico de la producción mundial de petróleo se han demostrado falsas o prematuras. A 2021, las previsiones sobre el año del pico oscilan entre 2019 y 2040.

## Posibles consecuencias
Quienes apoyan la Teoría del Pico del Petróleo dudan que antes de su llegada se hayan podido explotar nuevas fuentes de energía que compensen los efectos del agotamiento del crudo en nuestra vida diaria. Otros creen que la tendencia dominante será la de seguir usando combustibles fósiles como el carbón o el metano y el problema no será tanto la sustitución del petróleo por otros combustibles sino más bien, el del cambio climático. Este punto de vista se basa en que no se puede pretender quemar todas las reservas de crudo existentes sin afectar con ello negativamente al clima de la Tierra. Los efectos sobre el clima según algunos podrían hacerse notar antes que el agotamiento del crudo. Desde esa visión las reservas son irrelevantes. Esto es lo mismo que ocurre con el uranio, otra fuente de energía (nuclear). El problema en su caso, además de que también es un recurso limitado, se relaciona con cómo usarlo de forma segura sin que aparezcan efectos colaterales indeseables que hagan inútiles sus beneficios energéticos.

## La teoría de Hubbert

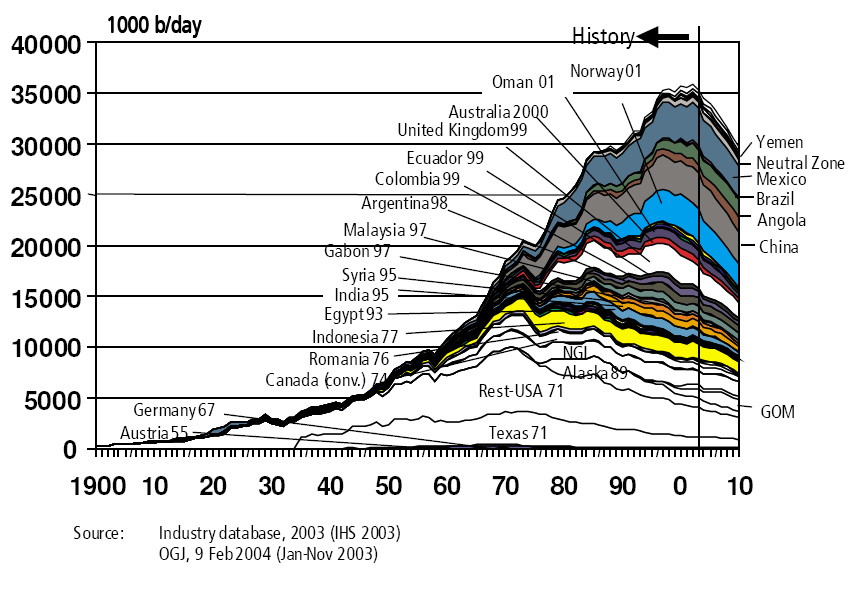
Evolución de la producción de petróleo de los países que ya alcanzaron su pico (no incluye miembros de la OPEC ni Rusia). Realizado en el año 2003, la producción a partir de la línea vertical es una predicción.

Hubbert es el geofísico que creó el modelo matemático que predice el nivel de extracción del petróleo a lo largo del tiempo. Según su teoría, la extracción de un pozo cualquiera sigue una curva con un máximo, cenit de producción, en su centro. Llegados a ese punto cada barril de petróleo se hace, progresivamente, más caro de extraer hasta que la producción deja de ser rentable al necesitarse gastar más cantidad de crudo, que el que se obtiene de extraerlo, es decir cuando se necesita consumir el equivalente a un barril de petróleo, o más para obtener ese mismo barril de crudo del subsuelo. Observó también que, si la curva de producción de un pozo seguía esa simple función gaussiana, la curva de producción de países enteros y, por extensión, la curva mundial seguirían patrones similares. Estas son las que se conocen como curva de Hubbert.
Tomando la producción pasada de crudo y, salvo que ocurran factores anómalos como un bajón en la demanda, el modelo predice la fecha del punto de máxima producción para un campo petrolífero o, por extensión, para toda una región entera. El máximo de extracción es citado como el pico. Tras el pico la extracción entra en la fase de agotamiento. El gráfico del ritmo de producción de crudo para un yacimiento individual sigue, como se ha explicado, una configuración de campana: primero, un lento y sostenido período de producción creciente, luego, un incremento acelerado que finaliza en una meseta (el pico) para, finalmente, emprender una empinada cuesta abajo en la producción, llevándola a un declive irreversible.
Cuando se descubre una reserva petrolífera su reducida producción inicial empieza con muchas limitaciones debido a toda la infraestructura que se requiere instalar para que el yacimiento pueda ser explotado a pleno rendimiento. Cuando se han horadado suficientes pozos y se han instalado todas las plantas de extracción y procesado necesarias, la producción aumenta. Pero en algún momento se alcanza un nivel de extracción que no puede ser rebasado por muy avanzada tecnología que se use o por mucho que se hagan más pozos. Después del pico, la producción disminuye irremediablemente y cada vez más rápido. Pero antes de llegar al agotamiento completo del yacimiento, existe otro punto significativo que no tarda en alcanzarse. Esto es cuando la extracción, transporte y procesado de cada barril extraído cuesta más energía que la contenida en él. Llegados a ese punto, Hubbert teorizó que la extracción de crudo con fines energéticos dejaría de ser rentable, por lo que ese campo petrolífero sería abandonado. En 1956, Hubbert predijo que la producción de crudo de los Estados Unidos debería alcanzar su pico entre 1965 y 1970. Y lo cierto es que el pico se alcanzó el año 1971, año a partir del cual la producción ha seguido un progresivo descenso hasta tal punto que, actualmente, se extrae al mismo nivel que durante la década de los 40. De acuerdo con el modelo de Hubbert, las reservas de EE. UU. se agotarán a finales del siglo XXI.
La teoría de Hubbert se ha aplicado para otros recursos fósiles como el gas natural, el carbón o petróleos no convencionales.

### La predicción del pico

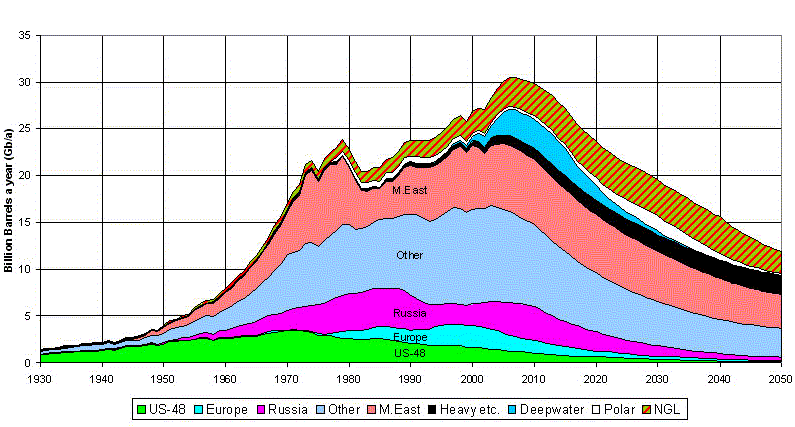
Según la organización ASPO en su informe del año 2005 el cenit de producción sobrevendría en el año 2007 aproximadamente.

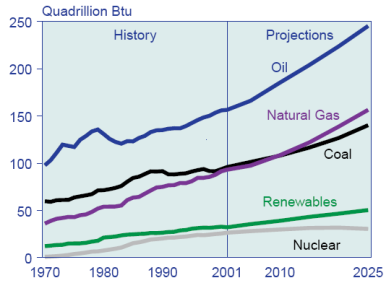
La Energy Information Administration predice que no ocurrirá el pico antes del 2025. Fuentes: International Energy Outlook 2004. La International Energy Agency hace una proyección similar.

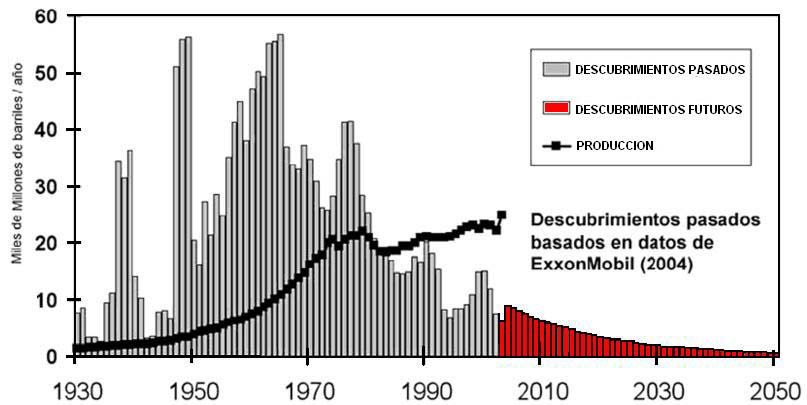
La creciente distancia entre descubrimientos y producción pone en riesgo la sostenibilidad de la sociedad actual.

Son pocos los que niegan que los recursos fósiles sean finitos y que haya que buscar energías alternativas para el desarrollo futuro. La mayoría de los críticos argumentan que el pico no ocurrirá tan pronto y que la forma del pico podría ser irregular y extenderse bastante en vez de decrecer rápidamente como vaticina la teoría de Hubbert. Como cualquier modelo matemático la precisión en la predicción esta limitada por la precisión de las variables introducidas. Si variables como el consumo se han estimado incorrectamente entonces la fórmula daría resultados erróneos.
En 1971, Hubbert usó las estimaciones de las reservas mundiales de crudo para predecir el pico global del petróleo. Echó mano tanto de las previsiones más optimistas como de las más pesimistas del momento, lo que le situó el pico entre 1995 y el año 2000. Dado que la predicción resultó ser errónea, han debido ocurrir otros factores imprevisibles que hayan retrasado la aparición del pico. Uno de estos factores sería la crisis energética de 1973 en la cual disminuyeron drásticamente los suministros de crudo, lo que se tradujo en una escasez que condujo a reducir el consumo. La crisis energética de 1979 y el pico en el precio del barril en 1990 debido a la Guerra del Golfo fueron similares pero tuvieron efectos menos graves sobre los suministros. Por lo que respecta a la demanda, las recesiones de los años 1980 y 1990 redujeron también la demanda de consumo de crudo. Todos estos efectos teóricamente habrían sido los causantes del retraso del pico del petróleo.
La Asociación para el Estudio del Pico del Petróleo y el Gas (ASPO) fue fundada por el geólogo Colin Campbell. Basándose en la información actual sobre las reservas petrolíferas conocidas y sobre la tecnología disponible, la asociación predice que el pico mundial de producción habría sucedido en torno al año 2010. Para el gas natural el pico se retrasaría unos años más y se situaría entre el 2015 y el 2025.
En años recientes el consumo ha alcanzado la cifra de 25.000 millones de barriles anuales mientras que la cifra de nuevos descubrimientos petrolíferos ha disminuido hasta, tan solo, 8.000 millones de barriles anuales. La tendencia es totalmente insostenible ya que va hacia un aumento del consumo y una disminución cada vez más acusada en los nuevos hallazgos. Todo hace pensar que los enormes campos petrolíferos y de fácil acceso ya son cosa del pasado. En marzo de 2005 la International Energy Agency (IEA) pronosticó una demanda mundial anual de 84,3 millones de barriles al día, lo que significa más de 30 000 millones de barriles anuales. Estas cifras de consumo se igualarían, por primera vez, con los valores de producción global por lo que no quedaría margen para acumular excedentes. Incluso si hubiese temporalmente suficientes reservas de crudo para satisfacer la creciente demanda existe un límite indeterminado a partir del cual el incremento de la capacidad de producción se hace inviable. Además, ese mismo mes de marzo, el ministro argelino para la energía y la minería declaró que la OPEP había alcanzado su techo de producción.
La demanda mundial de petróleo crudo creció un promedio de 1,76% por año entre 1994 y 2006, con un máximo de 3,4% en 2003-2004. Para el año 2030, se proyecta un aumento de la demanda mundial de petróleo del 37% respecto a los niveles de 2006 (118 millones de barriles por día (18,8 × 106 m³ / d) de 86 millones de barriles (13,7 × 106 m³), debido en gran parte al aumento de la demanda en el sector del transporte.
El United States Geological Survey (USGS) estimó que hay suficiente petróleo para continuar con los niveles de extracción actuales durante 50 o 100 años más. En el año 2000 el USGS realizó un estudio global sobre el estado de las reservas de crudo en el que predijo la llegada del pico del petróleo en torno al año 2037. Este estudio es rebatido por la importante industria petrolera saudí, desde donde se dice que la previsión de los suministros futuros del gobierno estadounidense son una «peligrosa sobre-estimación». Campbel argumenta que las estimaciones del USGS son metodológicamente erróneas. Un problema es que los países de la OPEP sobreestiman sus reservas para obtener cuotas más altas y para evitar las críticas internas. Además el crecimiento económico y demográfico deberían conducir a un incremento del consumo futuro de energía.

### Retorno de energía invertida
Cuando empezaron las extracciones de petróleo a mediados del siglo XIX los inmensos campos petrolíferos aportaban 50 barriles por cada barril usado en la extracción, el transporte y el refino. Este ratio se denomina tasa de retorno energético (en inglés Energy Return on Energy Invested, o simplemente Energy Return on Investment, lo que se conoce por sus siglas EROEI o EROI). Este ratio ha ido perdiendo eficiencia a lo largo del tiempo a medida que se explotan yacimientos cada vez más inaccesibles: actualmente se recuperan entre uno y cinco barriles de crudo por cada barril usado en el proceso. La razón de estos rendimientos decrecientes es que, a medida que se seca un pozo, el petróleo de este resulta cada vez más difícil de extraer. Esa disminución de la eficiencia en la extracción seguirá hasta que, llegado un punto, por cada barril invertido en la extracción solo se obtenga otro barril. En ese momento el petróleo ya no podrá ser usado como forma de energía primaria. La energía que se use para extraerlo podría provenir de fuentes de energía alternativa.
No todas las fuentes de energía pueden ser cómodamente almacenadas. Debido a la alta densidad de energía y a la relativa seguridad de la gasolina a temperatura y presión ambientes, este producto resulta inigualable para el transporte de energía. En la práctica se usa como acumulador químico, capacidad de la que carecen las fuentes renovables como el viento o el Sol. Por este motivo es posible que el petróleo continúe extrayéndose y refinándose más allá del punto a partir del cual se requiera consumir más energía que la que se obtenga de él.

### Países que ya han pasado el pico de producción
La teoría del pico de Hubbert ya se ha corroborado para la mayor parte de los países que producen o han producido petróleo. Se verifica un punto de máxima producción, a partir del cual el descenso de la misma es inevitable. Dos casos particulares lo constituyen Rusia y Estados Unidos, que no siguieron la típica campana de producción. Rusia, porque es el único país que ha logrado remontar su producción más allá del pico, principalmente debido a la fuerte inversión promovida por Vladímir Putin. Y Estados Unidos, si bien no logró superar su cenit natural de extracción, si logró llegar a un 92% del mismo, después de caer por debajo del 85%, debido al descubrimiento y explotación de reservas en Alaska, muchas de ellas emplazadas en reservas naturales.
Los países que ya pasaron su cenit son:

#### Según el Departamento de Energía de los Estados Unidos
- Austria (1955)
- Alemania (1967)
- Canadá (1974)
- Rumania (1976)
- Indonesia (1977)
- Egipto (1993)
- India (1995)
- Siria (1995)
- Gabón (1997)
- Malasia (1997)
- Argentina (1998)
- Colombia (1999)
- Ecuador (1999)
- Reino Unido (1999)
- Australia (2000)
- Omán (2001)
- Noruega (2001)[21]
- México (2003)

#### SegúnBritish Petroleum
- Estados Unidos (1970) - El país produjo 11% más petróleo en 2018 que en 1970.[22]
- Venezuela (1970)
- Libia (1970)
- Kuwait (1972)
- Irán (1974)
- Rumania (1976)
- Indonesia (1977)
- Trinidad y Tobago (1978)
- Irak (1979)
- Túnez (1980)
- Perú (1982)
- Camerún (1985)
- América del Norte (1985)
- Federación Rusa (1987)
- Egipto (1993)
- Siria (1995)
- Gabón (1996)
- OECD (1997)
- Argentina (1998)
- Colombia (1999)
- Reino Unido (1999)
- Uzbekistán (1999)
- Unión Europea (1999)
- Australia (2000)
- Noruega (2001)
- Omán (2001)
- Yemen (2002)
- Países no pertenecientes a la OPEP (2002)
- Turkmenistán (2003)
- México (2004)
- Dinamarca (2004)
- India (2004)
- Malasia (2004)
- Vietnam (2004)

Posibles fechas de próximos picos de producción:
- Kuwait (2013) (Pico secundario luego del definitivo de 1972)
- Arabia Saudita (2014)
- Irak (2018) (Pico secundario luego del definitivo de 1979)

## Demanda de petróleo

El mundo ha incrementado su consumo de petróleo diario de 63 millones de barriles en 1980 a 85 millones de barriles en 2006.

El lado de la demanda del pico petrolero se refiere al consumo en el tiempo y al crecimiento de esta demanda. La demanda mundial de petróleo crudo creció un promedio de 1,76% por año entre 1994 y 2006, con un máximo de 3,4% en 2003-2004. Para el año 2030, se proyecta un aumento de la demanda mundial de petróleo del 37% respecto a los niveles de 2006 (118 millones de barriles por día (18,8 × 106 m³ / d) de 86 millones de barriles (13,7 × 106 m³), debido en gran parte al aumento de la demanda en el sector del transporte.
La demanda energética se distribuye entre cuatro amplios sectores: transporte, residencial, comercial e industrial. En términos de uso de petróleo, el transporte es el sector más importante y el que ha visto el mayor crecimiento de la demanda en las últimas décadas. Este crecimiento ha provenido de la demanda de vehículos de uso personal propulsados por motores de combustión interna. Este sector también tiene las mayores tasas de consumo, lo que representa aproximadamente el 68,9% del petróleo usado en los Estados Unidos en 2006 y el 55% del petróleo utilizado en todo el mundo, como se documenta en el Informe Hirsch. El transporte es, por tanto, de interés particular para aquellos que tratan de mitigar los efectos del pico petrolero.
Aunque el crecimiento de la demanda es más alta en el mundo en desarrollo, los Estados Unidos son el mayor consumidor mundial de petróleo. Entre 1995 y 2005, el consumo estadounidense creció de 17,7 millones de barriles diarios a 20,7 millones de barriles diarios, lo que significa un incremento de 3 millones de barriles por día. En comparación, China aumentó su consumo de 3,4 millones de barriles diarios a 7 millones de barriles por día, un incremento de 3,6 millones de barriles diarios, en el mismo marco temporal.
A las vez que los países se desarrollan, la industrialización, rápida urbanización y mayores niveles de vida, crece el uso de energía, mayormente petrolera. Economías florecientes como China e India se están convirtiendo rápidamente en grandes consumidoras de petróleo. China ha visto un aumento del consumo de petróleo del 8% anual desde 2002, duplicándolo de 1996 a 2006. En 2008, se esperaba que las ventas de automóviles en China creciera entre el 15 y el 20%, debido en parte a las tasas de crecimiento económico de más del 10 por ciento durante 5 años seguidos. Si bien a menudo se pronostica un rápido crecimiento continuado en China, otros predicen que la economía china dominada por la exportación no seguirá con esas tendencias de crecimiento debido a la inflación de salarios y precios y a la reducción de la demanda de los Estados Unidos. Se espera que las importaciones de petróleo de la India tripliquen los niveles del 2005 para el año 2020, llegando a 5 millones de barriles por día (790 × 103 m³ / d).
La Agencia Internacional de Energía estimó en enero de 2009 que la demanda de petróleo cayó un 0,3% en 2008 y que caería un 0,6% para el 2009. El consumo de petróleo no ha caído durante dos años seguidos desde el periodo 1982-1983.

### Población

Crecimiento de la población mundial.

Otro factor significativo sobre la demanda del petróleo ha sido el crecimiento demográfico humano. La producción per cápita alcanzó su punto más alto en la década de 1970. Se espera que en el año 2030 la población mundial duplique la de 1980. El autor Matt Savinar pronostica que la producción de petróleo en 2030 habrá declinado hasta los niveles de 1980, a la vez que la demanda de petróleo superará significativamente la producción. El físico Albert Bartlett sostiene que la tasa de producción de petróleo per cápita está cayendo y que este declive no ha sido discutido debido a que podía implicar una forma políticamente incorrecta de control de la natalidad para la mitigación. La producción de petróleo per cápita ha disminuido de 5,36 barriles por año (0.836 m³/a) en 1980 a 4,44 barriles por año (0.706 m³/a) en 1993, pero luego se ha incrementado a 4,79 barriles por año (0.762 m³/a) en 2005. En 2006, la producción de petróleo mundial tuvo una caída de 84.631 a 84.597 millones de barriles por día (13.4553×106 a 13.4498×106 m³ / d), aunque la población ha seguido aumentando. Esto ha causado que la producción de petróleo per cápita haya caído nuevamente a 4,73 barriles por año.
Una factor que hasta ahora ha ayudado a mejorar el efecto del crecimiento demográfico sobre la demanda es el descenso de la tasa de crecimiento demográfico desde la década de 1970, aunque esto se compensa hasta cierto punto por el aumento de la longevidad media en las naciones desarrolladas. En 1970, la población creció en 2,1%. Para 2007, la tasa de crecimiento había disminuido a 1,167%. No obstante, la producción de petróleo sigue superando el crecimiento de la población para satisfacer la demanda. La población mundial aumentó en un 6,2%, de 6,07 mil millones en 2000 a 6,45 mil millones en 2005, que, de acuerdo con BP, la producción mundial de petróleo durante ese mismo período aumentó de 74,9 a 81,1 millones de barriles (11,91 a 12,89 × 106 × 106 m³), o en 8,2%. o, según la Dirección de Información Energética, de 77.762 a 84.631 millones de barriles (12.3632×106 a 13.4553×106 m³), o en 8.8%.

#### Límites agrícolas y demográficos
Debido a que el suministro de gas y petróleo es esencial para las técnicas de agricultura moderna, una caída en las reservas globales de petróleo podría causar un alza en los precios de los alimentos y hambrunas sin precedentes en las próximas décadas El geólogo Dale Allen Pfeiffer sostiene que los niveles actuales de población no son sostenibles y que, para alcanzar una economía sostenible y evitar el desastre, la población de los Estados Unidos tendría que ser reducida por lo menos en un tercio y la población mundial en dos tercios.
El mayor consumidor de combustibles fósiles en la agricultura moderna es la producción de amoníaco (para fertilizante) por medio del proceso de Haber, que es esencial para la alta productividad de la agricultura intensiva. El combustible fósil específico para la producción de fertilizantes es principalmente el gas natural que provee de hidrógeno por medio del reformado con vapor. Dadas las suficientes reservas de electricidad renovable, el hidrógeno puede ser generado sin combustibles fósiles usando métodos tales como la electrólisis. Por ejemplo, la central hidroeléctrica de Vemork en Noruega usó su excedente de producción de electricidad para generar amoníaco renovable de 1911 a 1971. Actualmente, Islandia genera amoníaco usando la producción eléctrica de sus centrales hidroeléctricas y geotermales debido a que tiene estos recursos en abundancia mientras que no cuenta con recursos domésticos de hidrocarburos y la importación de gas natural implica un alto costo. No obstante, en el corto plazo, casi todas las fuentes de energía renovable a gran escala todavía requieren petróleo para abastecer el equipo de construcción y para transportar trabajadores y materiales. Así, por ejemplo, Islandia cuenta con abundantes recursos de energía renovable, pero todavía depende críticamente de combustibles líquidos del petróleo, los cuales debe importar. Si el abastecimiento de petróleo disminuyera más rápido de lo que las personas puedan aprender cómo construir una infraestructura de energía renovable usando solo recursos renovables, podría no ser posible mantener la agricultura intensiva necesaria para sostener a la gran población global.

#### Informe Hirsch
En 2005, el Departamento de Energía de Estados Unidos publicó un informe titulado Alcanzando el pico de producción mundial de petróleo: impacto, mitigación y gestión del riesgo. Conocido como el Informe Hirsch, afirma que "El pico de la producción de petróleo coloca a EE.UU. y al mundo ante un problema de gestión del riesgo sin precedentes." Conforme el pico se aproxima, los precios del combustible líquido y la volatilidad de precios se incrementarán de forma dramática y, sin un esfuerzo de mitigación a tiempo, los costes sociales, económicos y políticos no tendrán precedentes. Existen opciones viables de mitigación del problema tanto en el lado del productor como en el del consumidor, pero para que haya un impacto sustancial, debe ser iniciado una década antes que el pico del petróleo

#### Conclusiones del informe Hirsch y tres escenarios
El informe Hirsch llegó a un cierto número de conclusiones:
1. El pico del petróleo va a tener lugar. Algunos analistas predicen que en los siguientes diez años, y otros los sitúan en fecha posterior
2. El pico del petróleo supondría costes dramáticos para las economías nacionales en general, y para la norteamericana en particular
3. El pico del petróleo presenta un desafío único. Las transiciones previas fueron graduales y evolucionarias. El pico del petróleo va a ser un cambio abrupto y revolucionario.
4. El problema real son los combustibles líquidos para el transporte: vehículos de motor, aviones, trenes y barcos no disponen de alternativas viables.
5. Los esfuerzos en pro de su mitigación requerirán de una cantidad sustancial de tiempo: un esfuerzo intenso que duraría décadas
6. Tanto la oferta como la demanda exigirán atención. El incremento de la eficiencia puede reducir la demanda, pero de cualquier modo se tendrán que producir grandes cantidades de combustible
7. Ante todo, es un problema de gestión del riesgo: la mitigación temprana será menos dañina que la mitigación retrasada.
8. Será imprescindible la intervención gubernamental. De otra forma, las implicaciones sociales y económicas del pico del petróleo serían caóticas.
9. El caos económico no es inevitable. Pese a que sí lo sería sin mitigación, si se cuenta con el lapso de tiempo adecuado, los problemas se pueden solucionar
10. Se necesita más información. Las acciones efectivas demandan una mejor comprensión de cierto número de temas clave.

El informe listó tres posibles escenarios: esperar hasta que el pico del petróleo tenga lugar antes de tomar medidas dejaría al mundo con un déficit de combustible líquido por más de dos décadas. Iniciar un programa de choque para mitigar el pico del petróleo 10 años antes de que tenga lugar ayudaría considerablemente pero aun así dejaría un déficit de 10 años después del pico. Finalmente, si el programa de choque se iniciara 20 años antes del pico, se podría evitar el déficit mundial de combustibles.
Los modelos del cenit del petróleo muestran una creciente brecha entre la producción y la demanda de China. El modelo general de Weng predice un cenit de la producción de China. en los 196 millones de toneladas ( 1.437 millones de barriles, n. del T.) para 2026 y el modelo de Hubbert señala un cenit de la demanda de petróleo para 2034 en 633 millones de toneladas.

## Implicaciones del pico del petróleo
La llegada del pico del petróleo provocaría una escasez de dicho recurso. Pero esta escasez sería diferente a todas las sucedidas en el pasado ya que sus causas serían muy distintas. Los anteriores períodos de escasez tuvieron más que ver con razones políticas que con problemas reales en la extracción de los recursos. Esta vez, en cambio, el motivo fundamental será la falta de crudo suficiente para abastecer a toda la demanda. Los efectos y la gravedad de dicha escasez dependerán de lo rápido que decrezca la producción y de si se adoptaron medidas preventivas para adaptar la sociedad al uso de energías alternativas. Pero puede que esas alternativas ni siquiera lleguen a tiempo. En ese caso todos los productos y servicios que requieran el uso de petróleo escasearán disminuyendo el nivel de vida de todos los países. Los escenarios futuros van desde el colapso de la sociedad industrializada hasta los que afirman que la economía de mercado o las nuevas tecnologías resolverán el problema.

### Catástrofe
El crecimiento económico y la prosperidad que vive el primer mundo desde la revolución industrial son debidas, en gran parte, al uso de los combustibles fósiles. Estos recursos fósiles inevitablemente tienden a ir decayendo ya que se consumen a una velocidad muy superior a la que son reemplazados (escalas geológicas). Algunos creen que el decrecimiento de la producción de combustibles producirá un impacto drástico en la civilización tecnológica moderna ya que esta es fuertemente dependiente del petróleo como combustible, como acumulador químico, y para la industria de los fertilizantes. Los EE. UU. son especialmente dependientes de esta materia prima. Alrededor de un 90% del transporte de la primera potencia mundial hace uso del petróleo.
Algunos vaticinan que ocurrirá una catástrofe maltusiana a medida que se incremente la ineficiencia en la producción de crudo. Desde la década del 40 la agricultura ha incrementado enormemente su productividad, debido en gran medida al uso de pesticidas y abonos químicos así como de la mecanización de los procesos de cultivo y recolección. A este proceso se le llamó Revolución verde. La subida en la producción de alimentos ha revertido en una subida en un crecimiento de la población sin precedentes en los últimos 50 años. Los pesticidas y fertilizantes tienen al petróleo como ingrediente básico. La maquinaria agrícola también requiere petróleo. Sabiendo que, actualmente, por cada julio de comida se consumen entre 5 y 15 julios de energía en la producción y la distribución, se ha especulado que una disminución en los suministros de crudo causarían el colapso de la agricultura moderna y revertiría en una drástica reducción de la producción de alimentos, precedida de un aumento drástico en los precios de los mismos (ver Crisis alimentaria mundial (2007-2008)). Su escasez podría producir hambrunas masivas.
La escasez de petróleo podría obligar a cambiar los métodos agrícolas hacia la llamada agricultura biológica menos dañina medioambientalmente pero también menos intensiva. La nueva agricultura requerirá también una mayor mano de obra lo que obligará a que mucha gente deje las ciudades para desplazarse al campo invirtiéndose la tendencia predominante en las sociedades industriales de migración de gente del campo a las ciudades. Otro posible efecto derivado se haría notar en las sociedades cuyo transporte y urbanismo son altamente dependientes del petróleo como es el caso de Europa pero, sobre todo, los EE. UU.
En Norteamérica los efectos de la escasez de crudo serían especialmente dramáticos. La mayoría de los estadounidenses viven en los llamados suburbios, zonas de baja densidad y de construcción residencial extensiva concebidas para el uso del automóvil. La estrecha relación entre el coche y el tipo de vivienda hacen del suburbio americano un sistema insostenible. La falta de combustible para sus coches obligaría a muchos norteamericanos a desplazarse a zonas de mayor densidad de población. Los suburbios podrían convertirse en los barrios bajos del futuro. Existe un movimiento que pretende abordar este problema: llamado Nuevo urbanismo. Dicho movimiento busca hacer evolucionar los suburbios hacia barrios de mayor densidad construyendo nuevas edificaciones no tan extensivas.
El medio ambiente podría también verse afectado. Cuando la producción de crudo empiece a declinar la humanidad podría aumentar el uso de energías aún más contaminantes como el carbón, del cual aún quedan reservas significativas en la Tierra. Esto podría acelerar el calentamiento global y problemas sanitarios como el cáncer y las intoxicaciones por metales pesados.

### Recesión
Un escenario no tan apocalíptico supone un lento ritmo de agotamiento y una lenta transición hacia energías alternativas lo que podría causar un gran parón en la economía, lo que se conoce por recesión o depresión debida a los altos precios de la energía. Históricamente existe una estrecha correlación entre las subidas del precio de los carburantes y los bajones económicos. La inflación también está enlazada con las subidas en el precio del petróleo. A pesar de todo, los economistas están en desacuerdo sobre la intensidad y las causas de esta asociación. La economía mundial podría volverse menos dependiente del petróleo que durante los primeros momentos de la crisis. En comparación, las recesiones de principios de los años 1970 y de principios de los años 1980 se debieron a un relativamente breve período en el que la disponibilidad de energía menguó sustancialmente; el posible futuro de una subida de precios debida al agotamiento real de los recursos augura un período de recesión mucho más profundo y prolongado que los vividos hasta ahora. Ver Crisis energética.

### Los países en desarrollo
Un declive en los combustibles fósiles también afectaría a los países en vías de desarrollo en el tercer mundo ya que haría inalcanzables las pretensiones de muchas de esas naciones por tener las comodidades y el elevado nivel de vida de los Estados Unidos y Europa. Los pesimistas opinan que la limitación de los recursos agudizarán las diferencias y los enfrentamientos entre el norte rico y el sur empobrecido mientras que otros, más optimistas, afirman que los problemas solo serían temporales mientras se da el paso al uso de energías alternativas.

### La esperanza en las nuevas tecnologías
Las nuevas tecnologías podrían hacer disponibles nuevas fuentes de energía o permitir que una mayor cantidad de energía pudiera ser extraída de las viejas. Es sabido que la mayor parte del potencial energético se desaprovecha. Por ejemplo, solo un 10-20% de la luz solar incidente sobre las células solares se convierte en electricidad y solo se logra extraer un 35% del petróleo en un yacimiento típico. Las nuevas tecnologías podrían incrementar estos valores. Muchos de los petróleos no-convencionales actualmente requieren más energía para extraerse que la que se obtiene de su quema. Esto también podría cambiar con las nuevas tecnologías. El hecho es que a medida que se agotan las reservas se incrementa la dificultad de la extracción y van quedando las más alejadas y las situadas en lugares más inhóspitos e inaccesibles. Resulta imposible prever qué nuevas tecnologías favorecerán un mayor aprovechamiento energético pero lo que sí es seguro es que no podrán contener el declive de la producción de crudo ya que se trata de un recurso finito. A lo sumo podrán prolongar la llegada del pico más allá de las predicciones actuales.
Muchos tienen especial confianza puesta en la posibilidad de desarrollar con éxito la fusión nuclear. Para ello las naciones ricas han puesto en marcha un proyecto común, el ITER, cuyo objetivo es lograr el desarrollo de un reactor de fusión rentable y seguro. Si bien esta nueva fuente de energía primaria quizá pudiera resolver muchos de los problemas de la crisis energética y ecológica, sobre todo en lo que respecta al abastecimiento de electricidad, debería encontrarse un sustituto a los combustibles en el que pudiera almacenarse de forma segura y lo más limpia posible la energía generada por dichos reactores. La solución a eso podrían ser las células de hidrógeno aún en fase de pruebas. Por desgracia, la construcción del primer reactor comercial está aún lejos de ser realidad. Ni siquiera los más optimistas la vaticinan antes del 2050 mientras que la gran crisis del petróleo se espera que llegue mucho antes. A corto y medio plazo pues, la fusión nuclear no parece que pueda ser la solución.

### La solución de mercado
Una solución de mercado se basa en la creencia que la escalada de los precios del petróleo debido a la escasez de este estimulará las inversiones en las tecnologías que reemplacen el uso de carburantes, hagan más eficiente la extracción del crudo e incrementen la productividad. El reto económico en un entorno de agotamiento de los viejos recursos es que la investigación en energías alternativas necesita de combustibles fósiles para su realización. Los críticos argumentan que la escasez de combustibles hará estas investigaciones más caras, incrementando el coste del desarrollo de las nuevas tecnologías en la misma medida.
A medida que los costes energéticos aumentan estos pueden llegar a superar los costes laborales y, a largo plazo, los tipos de interés bajarían en conjunción con la caída de la productividad de una economía carente de energía. Algunos creen que otras fuentes de energía podrían hacerse más atractivas. A pesar de todo, los críticos afirman que la solución de mercado se equivoca al formularlo todo en términos puramente monetarios, ya que, en sus valoraciones, consideran únicamente el precio del petróleo, cuando en realidad el aspecto importante a tener en cuenta es la eficiencia energética (el balance entre energía invertida para la extracción y el refino frente a energía extraída).
Los que apoyan la solución de mercado contrargumentan que con más dinero es posible encontrar soluciones alternativas.
Los críticos abogan por un modo de actuación más previsor que dejar actuar al mercado en espera de que este y la mano invisible resuelvan los problemas que se vayan planteando. Argumentan que el dinero y los combustibles fósiles actuales deberían usarse para obtener soluciones a largo plazo realmente sustitutivas y alternativas ahora que aún hay tiempo para maniobrar y corregir los errores. Esperar a las reacciones del mercado puede hacer que sea demasiado tarde cuando se pretenda actuar para paliar los efectos de la escasez. En opinión de estos mismos críticos, dejar hacer a ver qué pasa es jugar a la ruleta rusa en un experimento global que solo se puede realizar una vez en el que el colapso total es una de las posibilidades a contemplar, un riesgo que la humanidad no debería permitirse asumir.
Otros identifican al mercado como un agente económico que más que encontrar soluciones agravará aún más la situación. Tradicionalmente el resultado de toda crisis es que los pocos beneficiados por ésta buscan el beneficio cortoplacista, en este caso serían los suministradores de crudo. El mercado podría aprovecharse de la escasez del recurso y fomentar incluso una artificial escasez de las fuentes de energía alternativas enriqueciendo a unos pocos en vez de facilitar la transición a estas nuevas fuentes por lo que podría suponer pues un freno más.
Los anteriores periodos de escasez, en el crack del 29 o en la crisis del petróleo de 1973, por ejemplo, se debieron más a coyunturas económicas y políticas que a escaseces reales. Cuando ésta llegue y sea real muchos piensan que el mercado no actuaría sino como una sinergia negativa empeorando la crisis y haciendo que empresas o industrias que en principio no se debieran ver tan afectadas por la crisis fueran arrastradas por las interrelaciones del mercado que hacen que toda la economía esté estrechamente entrelazada pudiendo caer como un castillo de naipes cuando algo falla. Finalmente toda la estructura incluso la de los que se beneficiasen en los primeros momentos podría verse afectada.
Hasta ahora este supuesto freno del mercado hacia soluciones alternativas que palien nuestra dependencia del petróleo parece confirmarse en la motivación de las grandes potencias como Estados Unidos de seguir extrayendo y quemando crudo hasta la última gota sin atender ni a los problemas climáticos ni a los de una futura escasez. Así mismo, en los propios Estados Unidos los automóviles de alto consumo están más exentos de impuestos que los vehículos pequeños para favorecer justamente a la decadente industria automovilística de Detroit.
También se afirma desde ámbitos liberales que los agoreros ya se han equivocado otras veces previendo catástrofes malthusianas y que esta vez no será diferente ya que se encontrarán alternativas que permitirán sortearla de nuevo. E incluso aunque estas alternativas no existan seremos capaces de mejorar los rendimientos obteniendo más servicios con menos energía. Los críticos replican que estos razonamientos han sido hasta ahora ciertos y puede que incluso realmente exista algún pequeño cambio revolucionario que alargue la llegada de la escasez real de recursos pero afirman que esta inevitablemente llegará porque ni se pueden aumentar los rendimientos hasta el infinito ni se pueden explotar recursos infinitamente más allá de su agotamiento. Las leyes físicas, como las de la termodinámica, acotan necesariamente el rendimiento máximo que se puede obtener y por ende la mejora posible en la eficiencia energética. Una comparación sencilla sería la precisión matemática, sobre el papel, pero total imposibilidad física, en la práctica, de la paradoja de Zenón en la que Aquiles no llega a terminar de recorrer jamás los metros que la separan de la meta. La realidad es que tarde o temprano Aquiles llega a la meta. Los críticos afirman que si la población y el consumo per cápita siguen aumentando nos abocamos al suicidio y que la única solución factible pasa por reducir el consumo y, quizá también, la población porque irremediablemente llegaremos a la meta, es decir al agotamiento técnico de los recursos energéticos disponibles.

### Incremento de la eficiencia en el uso de combustibles
Una subida moderada de los precios del petróleo normalmente estimula el incremento de la eficiencia del consumo de combustible en el transporte. Algunos creen que esto pospondría y atenuaría el impacto de una escasez severa de crudo. Por ejemplo, algunos gobiernos podrían ordenar un mínimo de eficiencia estándar para los automóviles. También podrían incentivar el cambio a otras formas de transporte que no fueran directamente dependientes del petróleo. La electricidad, en particular, puede generarse a partir de un número variado de fuentes diferentes. Esto podría favorecer el uso de transportes como los ferrocarriles, tranvías, trolebuses y los vehículos híbridos en detrimento de los medios totalmente dependientes de los carburantes tradicionales como los camiones, los automóviles y los aviones. Para viajes cortos de entre 5 a 10 km las bicicletas podrían convertirse en el medio preferido y para desplazamientos largos la combinación de bicicletas y trenes sería la solución más económica.
A pesar de todo, un incremento de la eficiencia en el uso de los combustibles podría, de hecho, agravar el problema. Este fenómeno es conocido como la paradoja de Jevons según la cual los estados que a través de mejoras tecnológicas aumentan la eficiencia en el consumo de un recurso acaban aumentando el consumo total de dicho recurso en vez de reducirlo. En todo caso, esta paradoja ha sido válida en la medida en que no había escasez real. En un entorno de carestía energética es de esperar una actuación mucho más firme y decidida de los gobiernos por reducir el consumo en términos absolutos. Una mejora en la eficiencia permite realizar también más trabajo con menos combustible lo que permite a la sociedad soportar precios del petróleo más altos que antes. Este hecho podría incentivar y acelerar la extracción del crudo agravando más aún la situación de agotamiento. Por otro lado, si el precio por barril aumenta al mismo nivel que lo hace la eficiencia no se generará más capacidad de consumo así que la demanda se mantendrá. Finalmente, si el precio se incrementa por encima de la eficiencia se perderá capacidad de consumo y la inflación se disparará a la vez que la demanda de crudo disminuye.
Una vez que el ritmo de extracción del petróleo no pueda aumentar paralelamente al incremento de la demanda, es decir cuando el pico del petróleo se haya alcanzado, la paradoja de Jevons dejará de ser aplicable. El precio del petróleo seguiría subiendo pero la cantidad de combustible disponible para la economía seguiría siendo la misma o menos. Esto significa que, a partir de ese momento, cualquiera que pretenda mantener los estándares de vida tendrá que ser cada vez más eficiente en el uso de la energía. En conclusión, altos precios fomentan la eficiencia lo que puede revertir en un ahorro substancial del recurso energético y una bajada de los precios lo cual desincentiva la eficiencia y hace que la paradoja de Jevons vuelva a tener efecto.

### Implicaciones políticas

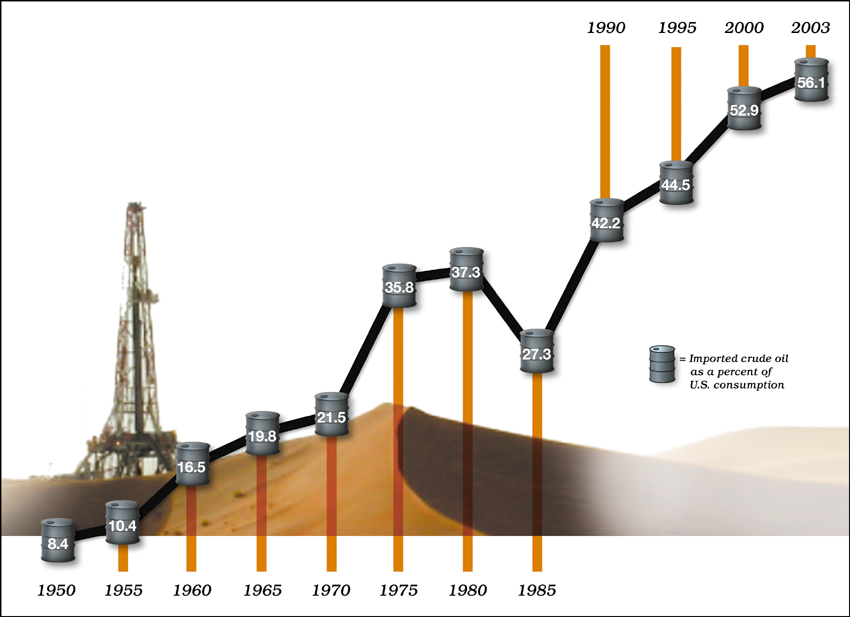
Porcentaje de crudo importado en Estados Unidos respecto al total consumido.

Actualmente, los Estados Unidos son la economía que más uso hace del petróleo y que mantiene los más bajos precios de este preciado recurso. Su posición global como hiperpotencia se apoya en su supremacía económica, la cual, a su vez, depende enormemente de una buena disponibilidad de petróleo barato. Al mismo tiempo, las mayores reservas mundiales de crudo se encuentran en Venezuela, Arabia Saudí, Irak, los Emiratos Árabes Unidos, Irán y Rusia. Cuando el pico de Hubbert suceda y el petróleo se convierta progresivamente en un lujo más escaso es razonable pensar que surjan y se agudicen las tensiones económicas y políticas entre los principales productores y los consumidores.
Algunos observadores ven en las acciones del gobierno de los Estados Unidos en Oriente Medio, incluyendo la invasión de Irak de 2003, como la continuación de una lucha geopolítica a largo plazo debida a la necesidad de la superpotencia de proveerse de suministros de crudo a precios económicos incluso cuando las reservas mundiales empiecen a escasear, obteniendo así una situación privilegiada y ventajosa con respecto al resto de naciones. Richard Heinberg ha propuesto un protocolo de agotamiento del petróleo como una vía para mitigar las repercusiones de la llegada del pico. La adopción del Protocolo significaría que "las naciones importadoras deberían pactar reducir sus importaciones de acuerdo a un porcentaje anual (Tasa de Agotamiento Mundial), mientras que los países exportadores deberían acordar reducir sus exportaciones de acuerdo a esa misma tasa". En una dirección similar se ha enfocado el Protocolo de Upsala.

### Reducción de la demanda a través de cambios en el estilo de vida
Un porcentaje significativo del abuso de los recursos son causa de un derrochador estilo de vida basado en una gran cantidad de comodidades y necesidades creadas por la publicidad y la sociedad de consumo que van mucho más allá de las necesidades básicas para nuestra subsistencia. Los EE. UU. con el 5% de la población mundial consumen el 24,8% del petróleo mundial gastando un total de 20,52 millones de barriles al día lo que les convierte en los primeros consumidores per cápita de todo el mundo según las cuentas del U.S. Department of Energy. Europa, sin incluir Rusia, consume el 19,9% del petróleo mundial lo que significa un total de 16,45 millones de barriles diarios. Existe todo un movimiento que aboga por simplificar nuestra sociedad ya que cuanto más compleja más energía requiere. (Ver el apartado sobre la sociedad de la pereza en: la especie más tonta de todas). Sea como sea unos recursos energéticos menguantes forzarían de todas maneras una disminución en la demanda de alimentos y servicios. Se deberían modificar muchos hábitos de elevado consumo por otros mucho más eficientes y baratos. Por ejemplo el uso de bicicletas para el transporte en ciudad así como comer alimentos cocinados en casa, traerlos de cultivos cercanos o también de cultivos biológicos que no hagan uso de productos químicos. También se podría reducir el gasto en embalajes y empaquetamiento de los alimentos primando la venta de productos frescos, a su vez más sanos. Así mismo, también sería preferible que cada persona trabajara en lugares cercanos a su casa minimizando así los gastos en desplazamiento.
Los críticos del consumismo afirman que la sociedad moderna es adicta al consumo favorecido por la posibilidad de endeudamiento y, sobre todo, por el constante bombardeo publicitario al que se somete a las personas, el cual en sí mismo también es un derroche de energía. De hecho hoy día las empresas gastan energía para que los potenciales consumidores la gasten a su vez. La escasez energética llevará esta situación al absurdo ya que en un contexto de carestía ¿cómo se puede entender gastar energía para potenciar el consumo? Cada vez más gente tendrá que reajustar su modo de vida a un ritmo más tranquilo y sosegado en vez del acelerado ritmo actual. La disminución del estrés así como del uso de productos químicos y de la polución repercutiría positivamente en una disminución del consumo de los recursos sanitarios.
Pero una reducción de la complejidad también repercutirá negativamente en la economía provocando, quizá, un aumento del desempleo así como la bancarrota de numerosos negocios que ya no serán viables en un entorno de carestía energética. La crisis del modelo económico basado en un consumo creciente imposible de sostener por más tiempo, traería consigo una transformación política de importancia capital para la supervivencia de la humanidad. La sociedad no se vería libre de efectos negativos y estos serían tanto mayores cuanto menor sea la voluntad por reducir el consumo estando aún a tiempo. Si se espera a que los recursos estén prácticamente agotados la reducción del consumo no vendrá impuesta por un cambio de política sino por un forzamiento puramente técnico. La sociedad debería emprender cambios desagradables. Se trabajaría más para poder reemplazar el trabajo hecho hasta el momento por las máquinas. Los aviones y los coches serían reemplazados por los trenes y los barcos como medios de transporte. La gente viajaría mucho menos quedándose mucho más en casa durante las vacaciones. Los alimentos elaborados o costosos de producir como la carne, el chocolate, el café, el té y la leche serían substituidos por alimentos locales como los cereales y los vegetales. El aire acondicionado pasaría a ser cosa del pasado. La gente debería vivir en casas más pequeñas de menor coste, mejor aisladas y más fáciles de mantener, en general una reducción dramática del consumo traería efectos en toda la cadena de producción y transporte de productos. En casos extremos se procedería al racionamiento de la electricidad e incluso de los alimentos.
La crisis global requerirá soluciones globales lo que quizá forzaría un aumento de la complejidad social, que no tecnológica (Ver: Sociedades complejas). También sería necesaria quizá una reducción de la población basado en una reducción controlada de la natalidad. Todo en pro de evitar conflictos posteriores y una sobreexplotación aún mayor. Los diferentes estados deberían ponerse de acuerdo para aplicar políticas comunes con el único objetivo de reducir el consumo en términos absolutos al precio que sea.

### Alternativas al petróleo convencional
Existen otras fuentes de energía alternativas que pueden usarse en vez de los combustibles fósiles en muchas de las aplicaciones para las que éste se usa. Por ejemplo el etanol extraído de los cultivos de caña de azúcar que mueven buena parte de los automóviles en Brasil, o los extractos oleaginosos de cultivos como la soja, girasol, olivo... Estas energías requieren grandes extensiones de tierra y compiten con dedicadas a producir alimentos. 
Existen sustitutos más naturales para los pesticidas y los plásticos. Por el lado negativo algunos de los sustitutos que se barajan podrían ser hasta más contaminantes que los combustibles actuales. Este sería el caso de los aceites sintéticos derivados del carbón o el gas natural a los que, por ejemplo, ya se vio obligada a recurrir la Alemania Nazi para aprovisionar a su ejército. A medida que se agoten los recursos que se encuentran en los yacimientos se irá recurriendo cada vez más a dichas alternativas para paliar, en parte, la escasez. A pesar de todo se pone en duda que puedan siquiera llegar a acercarse al uso tan desmedido que se le ha dado al petróleo en la última mitad del siglo XX. Para los combustibles de origen vegetal se deberían sacrificar los campos que se necesitan para cultivar alimentos y aún serían pocos para sustituir el uso actual de combustibles. En el caso de los sintéticos quizá la abundancia de carbón hiciera inicialmente factible una cierta sustitución pero no hay que olvidar que el carbón, como el petróleo también es un recurso que aunque abundante, es finito. Una intensificación de la demanda acortaría el agotamiento de las minas. Es difícil pensar a su vez en una extracción efectiva de dicho mineral sin el petróleo que hoy se usa para mover toda la maquinaria de la minería, camiones, elevadores, excavadoras, etc. Por otra parte, el uso del carbón y sus derivados sintéticos aumentaría aún más la contaminación acelerando los problemas de contaminación atmosférica y el calentamiento global.

## Sucesos actuales relacionados con las reservas de crudo

Gráfico de la evolución de los precios del petróleo a largo plazo (1861-2007). La línea naranja muestra el nivel de precios constantes, ajustado según la inflación. La línea negra muestra los precios corrientes. Se aprecian tres picos: el primero debido a la incipiente demanda de mediados del, el segundo, debido al bloqueo de la OPEP en 1973, y el tercero, en la actualidad, producto de su potencial agotamiento en el corto y mediano plazo. Nota: El actual precio del barril de WTI, de 140 dólares, se sale de la gráfica.

### Año 2005
En agosto de 2005, el precio del crudo subió ostensiblemente, la teoría de Hubbert y sus implicaciones futuras cobran mayor atención. A pesar de todo los precios del petróleo y el gas se presentan bastante volátiles y los incrementos podrían ser causados por numerosos otros factores.
En junio de 2005, la OPEP admitió que apenas podrán bombear más petróleo para contener las subidas de los precios en el último semestre del año. Se produjeron nuevas subidas para el verano y el invierno del 2005. Algunos dicen que este fue el primer ejemplo de que la demanda empieza a rebasar la producción. Otros acusan a las tensiones geopolíticas en Oriente Medio como la principal causa de dichas subidas.
En septiembre de 2005, el Huracán Katrina azoto el delta Misisipi y el Golfo de México dañando plataformas petrolíferas marinas, oleoductos submarinos y refinerías costeras. La producción y capacidad de refinado de los EE. UU. ha sido gravemente dañada. Una nueva subida de precios se produjo por su causa. Las bolsas europeas de venta de crudo Brent se ven inundadas por peticiones de compra desde los EE. UU., lo que repercute en el alza de los precios de Europa. Así mismo, el crudo sulfuroso saudí apenas se vendió y se vieron obligados a bajar su precio ya que debido a la mala calidad del mismo muy pocas refinerías eran capaces de procesarlo y la mayoría de estas se encontraban justamente en el Golfo de México. Arabia Saudí, de hecho, declaró no poder subir la producción para atenuar los efectos del Katrina. Solo la pronta actuación de EE. UU. y Europa que movilizan sus reservas logra moderar los precios y tranquilizar a los mercados. Cuatro semanas después del huracán cuatro importantes refinerías continúan fuera de servicio lo que supone un 5% de la capacidad total de refino de los EE. UU.
En el mismo mes de septiembre, un nuevo huracán mucho más poderoso que el anterior, el huracán Rita, amenazó de nuevo buena parte de las refinerías de Texas. Se dirigió  hacia el corazón productivo de los EE. UU. Los precios vuelven a subir en respuesta. Cuando aún no se han dejado ver los verdaderos efectos que la crisis del Katrina puede llegar a producir sobre los EE. UU. una nueva amenaza se cierne sobre la ya muy tocada economía estadounidense. No faltan voces que ya empiezan a hablar del tan temido ocaso de la civilización industrial. Hay que tener en cuenta que el Golfo de México contiene el 20% de la producción estadounidense y el 50% de su capacidad de refino. Se espera que se vean afectadas 18 de las 26 refinerías con las que cuenta Texas lo que supone más de la mitad del total. Finalmente, se debilita y desvía lo suficiente como para que sus efectos sean menores que los del Katrina pero aun así toda la producción de Texas ha sido paralizada como medida preventiva.

### Año 2008
Tras una subida récord en el precio del barril de petróleo (147.25 dólares el Brent, 146.90 dólares el WTI) y un virtual estancamiento en la producción desde 2005, incluso periódicos conservadores se hacen eco del pico del petróleo. Todo esto ocurre en un contexto mundial en el que buena parte de las naciones exportadoras dan síntomas de no poder producir más. Los yacimientos mexicanos caen a un 14% anual y se prevé que pase a ser país importador neto en 2012. Rusia, a su vez, parece haber llegado a su segundo y último cénit de extracción al afirmar por primera vez que no va a poder seguir incrementando más su producción. Arabia Saudita, donde las reservas son secreto de estado, no parece responder a las súplicas que desde occidente se hacen para que aumente su producción. Muchos especialistas afirman que detrás de las declaraciones de que "el mercado ya está suficientemente abastecido" se esconde la realidad de que ni tan solo los yacimientos gigantes como Ghawar o Burgan pueden ya evitar por más tiempo el inevitable desplome de la producción. Por lo que respecta a las reservas estadounidenses y las del Mar del Norte siguen en caída libre a pesar de la entrada en el mercado del petróleo de Alaska.
Por primera vez se empieza a hablar ya de la posibilidad cierta de que estemos dejando atrás el cénit de producción. Huelgas de transportistas, pescadores y otros sectores afectados por la subida del gasóleo de casi el 30% en los últimos 6 meses se suceden en varios países de Europa. Paralelamente el malestar crece entre el estadounidense medio acostumbrado al petróleo barato que ve cómo ahora empieza a tener que pagar por primera vez precios "europeos". En sintonía con esto, en el sector aéreo, el eslabón más débil de la cadena de consumo de combustibles (por estar atado al uso intensivo de combustibles líquidos exclusivamente) se suceden despidos por miles y líneas aéreas que quiebran de repente.
En total, en los últimos 5 años el precio parece haberse desestabilizado y ha acumulado ya una subida de un 400%. Este ascenso descontrolado no parece tener fin a la vista a pesar de las reducciones de consumo en occidente ya que China e India incrementan año a año su demanda y los propios países exportadores al incrementar su desarrollo ponen cada vez menos petróleo en el mercado.

### Año 2009
La OPEP prevé un retroceso del consumo por la recesión económica, al tiempo que teme una caída de los precios que conllevaría una disminución de las cuotas de producción.
Marzo: la OPEP preveía un retroceso de 1,01 mbd. para todo el año 2009, calculando la demanda mundial en 84,18 mbd.
Abril: Datos sobre la economía mundial indican un retraso de su recuperación hasta 2010, lo que conduce a una reducción suplementaria de la previsión de la demanda de crudo en 0,4 millones de barriles diarios (mbd), en su informe mensual del mes de (abril de 2009). La OPEP apuesta por una caída de 1,37 mbd de la demanda de petróleo (-1,6%) en 2009, respecto a 2008. La Agencia Internacional de la Energía (AIE) ha vuelto hoy (abril de 2009) a revisar a la baja sus estimaciones de demanda para 2009, al situarlas en 83,4 millones de barriles diarios, cerca de un millón menos de las anunaciadas por la AIE el pasado mes.
Mayo: La producción mundial, bajó 0,22 (mbd) hasta 83,7 millones(3,2(mbd)menos que en 2008),aunque la(OPEP)aumentó su contribución en 0,16 (mbd).
Junio: La AIE revisó al alza su previsión de consumo mundial de este año por una mayor demanda pero todavía no hay evidencias de recuperación. La AIE, en su informe mensual sobre el petróleo, atribuyó la reciente subida del precio del barril de crudo esencialmente a la percepción en los mercados de que hay signos de una recuperación de la economía mundial pero también a movimientos especulativos. Supera la barrera de los 70 dólares. La Organización para la Cooperación y el Desarrollo Económico (OCDE), calcula que la demanda mundial de petróleo será este año de 83,3(mbd),lo que supondría una caída del 2,9% respecto a 2008, pero también 0,1(mbd)más de lo que estimaba hace un mes. Esa corrección al alza se debe a nuevas perspectivas de consumo en los 30 países de la OCDE que absorberán, según sus datos 45,2(mbd)en 2009, lo que aventura un descenso del 4,9% respecto a 2008. La AIE revisó al alza sus estimaciones sobre la aportación de los países que no forman parte de la OPEP, en 0,17mbd hasta 50,5mbd este año (0,1 (mbd) menos que en 2008), por un incremento de las expectativas del crudo que llegará de nuevos pozos en Rusia y Colombia y por un declive menos pronunciado en las plataformas del Mar del Norte. El informe supone que la demanda dirigida a la OPEP, luego de haber disminuido hasta 27,3 (mbd)en el segundo trimestre, va a subir a 27,9(mbd)en el tercero, antes de moderarse en 27,4 en el cuarto.
Julio: La (AIE) ajustó su revisión semestral a la baja, calculando que el consumo mundial de petróleo tendrá tan solo un incremento del 0,6% anual durante el periodo del 2008-2014. Y estimó que la demanda de petróleo llegará a 89mbd en 2014 basados en el escenario que propone el Fondo Monetario Internacional (FMI) con un crecimiento económico del 5% para 2012. Sin embargo, en 2009 la demanda de petróleo se espera que caiga por segundo año consecutivo, lo que no sucedía desde la crisis de 1982-1983. La AIE comentó que el recorte de 3mbd en sus perspectivas a 5 años, se debe a la crisis económica y a las señales de un cambio estructural hacia una economía de menor consumo energético. El crecimiento en la demanda de petróleo estará impulsado principalmente por países en desarrollo de Asia y del Medio Oriente. Si esta tendencia continúa la demanda de los países que no pertenecen a los 30 miembros de la OCDE será mayor que la de la OCDE en 2014, según la IEA. El 27/07/2009 la AIE presentó un informe en el que se incluye un escenario más pesimista con un PIB menor a la vez que se estima que la demanda de petróleo se reducirá en un 0,2% anual para llegar a un consumo de 84,9 millones de barriles diarios. Este escenario más conservador "asume que la recuperación económica será más lenta de lo que sugiere el FMI", comentó la AIE. Hace un año la AIE hizo un recorte en sus estimaciones semestrales diciendo que el consumo de petróleo en 2013 sería de 94,14 millones de barriles diarios, esto a causa de los altos precios del petróleo.
Agosto: El día 22 el crudo logró su pico máximo en lo que va de 2009 cerrando a 73,89 dólares. Desde mediados de octubre de 2008 no se encontraba tan elevado. El 24 cotiza a 74,81 dólares, de esta manera el crudo lleva acumulada un alza de más de un 65% en lo que va del 2009.

### Año 2010
La OPEP corrigió al alza en 2011 sus cálculos sobre la demanda mundial de petróleo para el año 2010, que actualizó en aquel momento hasta los 85,59 millones de barriles diarios (mbd o mb/d), un 1,34% más que en 2009, y mantuvo en un 1,22% el crecimiento del consumo previsto para 2011. Según un estudio de BP y publicado por The Economist que durante 2010 la producción de petróleo mundial alcanzó cerca de 85 mbd siendo superada por la demanda en 5 mbd.

### Última producción máxima
Hasta ahora, la producción máxima de petróleo convencional se dio en mayo de 2005, según Matthew R. Simmons, y fue de 74.298.000 barriles de petróleo al día. Desde ese día (día de cenit de petróleo convencional mientras no se produzcan más barriles por día) han transcurrido 7285 días.
Según la OPEP, la producción máxima de petróleo convencional se dio en 2006 y fue de 71.715.500 barriles de petróleo al día. Desde ese día (día de cenit de petróleo convencional mientras no se produzcan más barriles por día) han transcurrido 6705 días.
La producción máxima de petróleo convencional, más la producción de pizarra bituminosa, arenas de alquitrán y líquidos de gas natural, fue de  81.659.000 barriles de petróleo por día, en 2006 según British Petroleum. Desde ese año (año del cenit total mientras no se produzcan más barriles por día) han transcurrido 6705 días.
Según Energy Information Administration del United States Department of Energy la producción máxima de petróleo convencional, más la producción de lease condensate, pizarra bituminosa, arenas de alquitrán y líquidos de gas natural, fue de  84.630.000 barriles de petróleo por día, en 2005. Desde ese año (año del cenit total mientras no se produzcan más barriles por día) han transcurrido 7070 días.

## Crítica

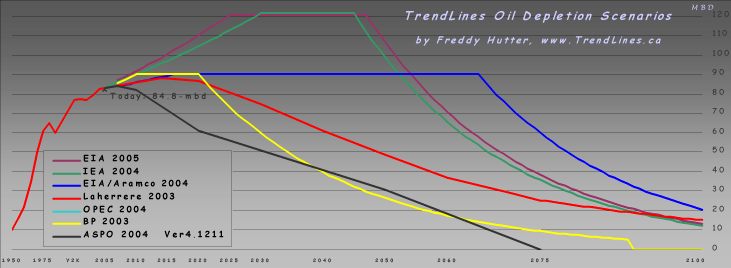
Diferentes previsiones del futuro de la producción de petróleo.

Las implicaciones del modelo son motivo de controversia. Algunos economistas del petróleo, como Michael Lynch, argumentan que la curva de Hubbert con un pico agudo no es aplicable a la curva de producción global debido a las diferencias en las diferentes reservas de crudo, a las actuaciones políticas y militares, a la demanda y a las asociaciones comerciales entre países y regiones.
Críticos como Leonardo Maugeri puntualizan que quienes apoyan el pico de Hubbert, como Campbell, previamente ya advirtieron de un pico global de producción en 1989 y en 1995 basados en los datos de producción disponible que se tenían en ese momento. Sin embargo, como en toda previsión, la precisión debería mejorar con el tiempo y el acopio de mayores y mejores datos. Maugeri critica, a pesar de las evidencias, que las últimas estimaciones no tienen en cuenta el crudo no-convencional. Aunque las reservas disponibles son enormes los costes de extracción podrían ser muy altos y, seguramente, nunca podrán ser aprovechados como aceites ligeros sin que se pierda energía en el proceso, llegando incluso al punto de que no haya ganancia energética. Además Maugeri hace notar que la recuperación de las fuentes petrolíferas actuales ha aumentado desde un 22% en 1980 hasta un 35% en la actualidad gracias a las nuevas tecnologías y predice que esas mejoras proseguirán. Según Maugeri, la proporción entre las reservas probadas y la producción mejora constantemente, pasando desde los 20 años en 1948 a los 35 años en 1972 y alcanzando los 40 años en 2003. Además estas mejoras han ocurrido en épocas de bajas inversiones en nuevas exploraciones y modernizaciones de la tecnología en uso debido a los bajos precios del crudo durante los últimos 20 años. Unos precios altos deberían motivar esas inversiones (Maugeri, 2004).
De acuerdo con el proferor James H. L. Lawler, una planta de extracción de crudo podría integrar diversas tecnologías probadas en un nuevo sistema que permitiría recuperar todos los hidrocarburos dejados por las extracciones primarias y secundarias. En la actualidad solo la mitad o menos del aceite de un pozo es recuperado. Si dichas tecnologías llegan a ser realidad las reservas podrían virtualmente doblarse de golpe. Promete un proceso de recuperación de un 95% consumiendo solo el 3% de las reservas iniciales. Por tanto, podrían quedar masivas cantidades de petróleo por recuperar de los puntos de extracción conocidos.
El debate actual se centra en torno a la política energética, en incrementar la eficiencia en el uso de combustibles y en buscar fuentes de energía alternativa como la solar y la nuclear. También hay analistas que enfatizan la necesidad de reducir el consumo energético. Entre estos, algunos van más allá y critican todo el sistema de "crecimiento del PIB" que domina la economía, proponiendo que el consumo se límite a lo suficiente para una vida digna. Los críticos con las teorías de Campbell como Michael Lynch afirman que los datos que se tienen actualmente son muy pobres. Dicen que la fecha inicial del pico fue prevista para el año 2000 pero que ahora la han alargado hasta el 2010. A pesar de todo, Campbell y los que le apoyan insisten en que lo importante no es el cuando ocurrirá ya que el pico llegará inexorablemente antes o después.
Hay teorías que tratan de refutar la hipótesis de Lomonosov del 1757 según la cual el petróleo y el carbón son de origen fósil fruto de la acumulación de materia orgánica muerta. Esta sería la teoría del origen abiogénico del petróleo. Según esta teoría el proceso no requeriría de fosilización de materia muerta sino que se formaría de continuo reponiendo las reservas. Sin embargo, incluso admitiendo la dudosa hipótesis como cierta parece poco probable que la formación de ese crudo abiogénico fuera capaz de producirse a una escala humana para llegar a contrarrestar significativamente la explotación creciente a la que somete las reservas la especie humana.

## Pico de Hubbert en la cultura popular
Existen varias posturas observadas en la sociedad. Normalmente, en los medios de comunicación se han catalogado como personas que niegan o aceptan el cenit petrolero. 
Los que aceptan el pico petrolero a su vez se subdividen en dos grupos.  Los pesimistas o neomalthusianos piensan que el pico petrolero es una realidad próxima y argumentan que ninguna energía alternativa es equiparable a la capacidad de producir energía de los combustibles fósiles. Piensan que la teoría de Olduvai es muy probable.  Los optimistas también argumentan que el cenit está próximo, pero dicen que las energías alternas sí pueden cubrir los requerimientos energéticos que la civilización necesita para seguir creciendo y depositan sus esperanzas en la energía de fusión y la energía geotérmica (alternativa ecologista) o el carbón (alternativa no ecologista). Las discusiones sobre la ocurrencia o no del pico, sobre todo en foros de Internet, han dado origen a términos como «pikonero» o «cenitero» para los que defienden la pronta llegada del pico.
Entre los que niegan el pico petrolero se pueden encontrar algunas ideologías de izquierda que argumentan que la tesis del pico petrolero es una argucia de los especuladores para enriquecerse a costa del rumor del agotamiento de los recursos. Opinan que la energía geotérmica es la escapatoria a esta situación. Los cornucopianos o ultraneoliberales simplemente lo niegan, pensando que es una exageración, diciendo que los que llegaron a la conclusión del pico petrolero se basaron en pruebas dudosas y que el aumento demográfico y la escasez de recursos energéticos no es un problema. En algunas discusiones en Internet se emplea en sentido peyorativo el vocablo «terraplanista», para los que suelen apoyar las ideas sobre las soluciones de mercado o la inexistencia del pico.

### Artículos
- Tinker Scott W (25 de junio de 2005). Of peaks and valleys: Doomsday energy scenarios burn away under scrutiny. Dallas Morning News. Archivado desde el original el 6 de diciembre de 2008. Consultado el 26 de enero de 2009.
- Benner Katie (7 de diciembre de 2005). Lawmakers: Will we run out of oil?. CNN.
- Benner Katie (3 de noviembre de 2004). Oil: Is the end at hand?. CNN.
- Mitchell John V (2006-08). «A New Era for Oil Prices» (PDF). Archivado desde el original el 11 de agosto de 2006.
- «The Future of Oil». Foreign Policy. Archivado desde el original el 5 de abril de 2007.
- Robert Hirsch (2008-06). «Peak Oil: "A Significant Period of Discomfort"». Allianz Knowledge. Archivado desde el original el 24 de junio de 2008.
- Didier Houssin, International Energy Agency (2008-05). «Oil: “If You Invest More, You Find More”». Allianz Knowledge. Archivado desde el original el 6 de diciembre de 2008.
- Campbell, Colin, Jean Laherrère. «The End of Cheap Oil». Scientific American.
- «Call for Urgent and Decisive Policy Responses». International Energy Agency.
- Williams Mark. «The End of Oil?». MIT Technology Review.
- Appenzeller Tim. «The End of Cheap Oil». National Geographic.
- Lynch Michael C. «The New Pessimism about Petroleum Resources». Archivado desde el original el 10 de noviembre de 2013.
- Leonardo Maugeri (20 de mayo de 2004). «Oil: Never Cry Wolf—Why the Petroleum Age Is Far from over». Science (journal).
- Rapier Robert (2006-04). «Peak Lite».
- Snyder Robert E (2004-08). «Oil shale back in the picture». World Oil. Archivado desde el original el 12 de octubre de 2007.
- Roberts Paul (2004-08). «Last Stop Gas». Harper's Magazine: 71-72. Archivado desde el original el 12 de marzo de 2007.
- Larry West. «Sweden aims to be world's first oil-free nation by 2020». Archivado desde el original el 18 de septiembre de 2007.
- «'Peak oil' enters mainstream debate». BBC News.
- Welch Dan. «Between Peak Oil and Climate Change». The Peakist. Archivado desde el original el 27 de septiembre de 2007.
- Mosher Donna. «Actions everyone can take to prepare for the possible end of an era». Citizens League for Environmental Action Now.
- Alex Kuhlman (2006-06). «Peak oil and the collapse of commercial aviation» (PDF). Airways. Archivado desde el original el 14 de mayo de 2007.
- «A letter from oil exploration insider». Energy Bulletin. 20 de febrero de 2005.
- Cochrane Troy (4 de enero de 2008). «Peak oil?: Oil supply and accumulation». Cultural Shifts. Archivado desde el original el 13 de enero de 2008.
- Jaeon Kirby & Colin Campbell (30 de mayo de 2008). «Life at $200 a barrel». Maclean's. Archivado desde el original el 6 de diciembre de 2008.

### Informes y ensayos
- «Crude Oil - The Supply Outlook» (PDF). Energy Watch Group. 22 de octubre de 2007. Archivado desde el original el 2 de diciembre de 2007.
- «Doctoral thesis: Giant Oil Fields - The Highway to Oil: Giant Oil Fields and their Importance for Future Oil Production». Uppsala University. 30 de marzo de 2007.
- «Review: Oil-based technology and economy - prospects for the future». The Danish Board of Technology (Teknologirådet). 9 de junio de 2005. Archivado desde el original el 28 de abril de 2006.
- Jim Bliss (5 de julio de 2005). «An Introduction to Peak Oil». Archivado desde el original el 28 de septiembre de 2007. Consultado el 26 de enero de 2009.
- City of Portland, Peak Oil Task Force (marzo  de 2007). «Descending the Oil Peak: Navigating the Transition from Oil and Natural Gas». City of Portland, Oregon, USA.
- «The End of Oil» (PDF). Universidad de Otago. Departamento de Física. 2005-07. Archivado desde el original el 20 de agosto de 2007.
- «Peak Oil Theory – “World Running Out of Oil Soon” – Is Faulty; Could Distort Policy & Energy Debate». CERA. 14 de noviembre de 2006.
- «Australia’s future oil supply and alternative transport fuels». Parliament of Australia - Senate. 7 de febrero de 2007. Archivado desde el original el 24 de marzo de 2008.

### Documentales
- PetroApocalypse Now? (2008)
- Crude Awakening: The Oil Crash (2006)
- The End of Suburbia: Oil Depletion and the Collapse of the American Dream (2004)
- The Power of Community: How Cuba Survived Peak Oil (2006)
- What a Way to Go: Life at the End of Empire (2007)

- Datos: Q1344782